# Lagenaria
Lagenaria é um género botânico pertencente à família Cucurbitaceae.

## Espécies
O gênero Lagenaria compreende 6 espécies oficias algumas com sinônimos e outras 7 espécies não oficializadas. As espécies oficias são:
- Lagenaria abyssinica (Hook.f.) C.Jeffrey
- Lagenaria breviflora (Benth.) Roberty
- Lagenaria guineensis (G.Don) C.Jeffrey
- Lagenaria rufa (Gilg) C.Jeffrey
- Lagenaria siceraria (Molina) Standl.
- Lagenaria sphaerica (Sond.) Naudin